# 頭突き

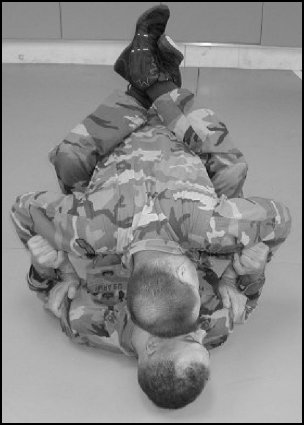
グラウンドポジションからの頭突き。

頭突き（ずつき）は、自身の頭を相手に叩き込む攻撃である。英語圏ではヘッドバット（Headbutt）と呼ばれている。俗にチョーパンともいう。朝鮮語で同じ意味のパチキも使われることがある。

## プロレスにおける頭突き

### 概要
立っている相手の頭を両手または片手で掴んで自身の頭に叩き込む。後述のように、タックル気味に叩き込んだり、ダウンしている相手に倒れ込んで打ちつけたりなど、様々な派生技がある。
荒々しさを売りにするヒールや力で押すパワーファイターが好んで使用する一方で、技巧派レスラーが試合のテンポを変えるために使用することもある。

### 名手
黒人レスラーの総帥であるボボ・ブラジルの代名詞的必殺技であったため、その影響を受けてアブドーラ・ザ・ブッチャー、ルーファス・ジョーンズ、レイ・キャンディ、トニー・アトラス、レロイ・ブラウン、バッドニュース・アレン、ジャンクヤード・ドッグ、ココ・B・ウェアなど多くの黒人レスラーが使用するようになった。超大型レスラーのアンドレ・ザ・ジャイアントも使用しており、その落差から、2階からのヘッドバットと呼称された。反則技であるがワイルド・サモアンズ（アファ・アノアイ&シカ・アノアイ）は1人の相手に2人がかりでダブル・ヘッドバットを放ったり、ザ・デストロイヤーなどの覆面レスラーはマスクの中に凶器（ビールの栓抜きなど）を忍ばせて仕掛けたりしたことがあった。日本における主な使用者は大木金太郎、大熊元司、ラッシャー木村、藤原喜明などがいる。

### 派生技
ノータッチ・ヘッドバット
ノーモーション・ヘッドバットとも呼ばれる。立っている相手の頭、顔面、胸板に自身の頭を叩き込む。主な使用者は大仁田厚、石井智宏、富豪富豪夢路、柏大五郎、後藤洋央紀。
ジャンピング・ヘッドバット
立っている相手の頭を掴み、ジャンプして自身の頭を叩きつける。主な使用者はボボ・ブラジル（ココバットの名称で使用）、ジミー・スヌーカ。
フライング・ヘッドバット
助走して相手の方に頭を向けながらジャンプして、立っている相手の胸板に自身の頭を叩き込む。主な使用者はアルバート・ウォール、エル・ソリタリオ、シエン・カラス、星野勘太郎、本間朋晃。パトリオットはコーナー最上段からの同型の技をパトリオット・ミサイルの名称で使用。
ランニング・ヘッドバット
助走して仰向けになった相手に倒れ込み、相手の肩口に自身の頭を叩きつける。主な使用者は大熊元司、菊地毅、泉田純（ノリタケの名称で使用）、富豪富豪夢路、本間朋晃、橋誠、柏大五郎、タナカ岩石。
ダイビング・ヘッドバット
ハーリー・レイスのオリジナル技。コーナー最上段もしくはセカンドロープからジャンプして空中で体を大きく広げ、仰向けになった相手の頭部または肩口に自身の頭を叩きつける。他の主な使用者はミッシング・リンク、ジミー・スヌーカ、マイク・ジョージ、ダイナマイト・キッド、ペッツ・ワトレー（フライング・ウィリーの名称で使用）、キング・ハク、バズ・ソイヤー、ザ・バーバリアン、サムゥ、バンバン・ビガロ（ワム・バム・サンキュー・マムの名称で使用）、クリス・ベノワ（フライング・ウルヴァリンの名称で使用）、アファ・ジュニア（ピープルズ・ヘッドバットの名称で使用）、ダニエル・ブライアン（フライング・ゴートの名称で使用）、ジェイ・リーサル（ダイビング・ダイナマイトの名称で使用）、デイビー・リチャーズ、ヤス・フジイ、大仁田厚、初代タイガーマスク（ツームストーン・パイルドライバーからのダイビング・ヘッドバットのコンビネーションをライバルであるダイナマイト・キッドからそっくりいただいた)、スーパー・ストロング・マシン、エル・サムライ、菊地毅、天山広吉、新崎人生（念仏ダイビング・ヘッドバットの名称で使用）、泉田純（ダイビング・ロックの名称で使用）、4代目タイガーマスク、テディ・ハート、富豪富豪夢路、本間朋晃、諸橋晴也、新井健一郎（追突注意の名称で使用）、橋誠、"brother"YASSHI（フライング・ビッグヘッドの名称で使用）、柏大五郎、のはしたろう、井上勝正、内田祥一、アミーゴ鈴木、住吉久仁夫、FUMA、植木嵩行（敬礼式ダイビング・ヘッドバットの名称で使用）、首里ジョー（石岩頭の名称で使用）、ビッグ・THE・良寛、タナカ岩石、伊藤麻希（フライング・ビッグヘッドの名称で使用）。凶器攻撃となるが、ジェイソン・ザ・テリブルはホッケーマスクを付けた状態でこの技を放った。
垂直落下式ダイビング・ヘッドバット
コーナー最上段から前のめりに倒れ込み、相手の体に覆い被さるように落下して仰向けになった相手の肩口に自身の頭を叩きつける。ダイナマイト・キッドはリングの半分以上の距離を飛ぶヘッドバットを得意とする一方で、コーナー近くに横たわる相手にはこの「直下式」を使用した。キッドに多大な影響を受けたクリス・ベノワも引き継いで使用した。
ヘッド・ドロップ
天山広吉のオリジナル技。仰向けになった相手に覆い被さるように倒れ込み、相手の脇腹部分に自身の頭を叩きつける。
ドッグバット
ジャンクヤード・ドッグのオリジナル技。四つん這いになった相手の頭部目掛けて、自身も四つん這いになって突進して頭を叩き込む。
一本足頭突き
大木金太郎のオリジナル技。向かい合った相手の頭を左手で鷲掴みにして左足を振り上げながら上半身を右方向へと軽く捻って反動をつけて上半身を左方向へと振ると同時に、相手の頭目掛けて自身の頭を叩き込む。技を仕掛けるさまがフラミンゴを連想させることから、フラミンゴ・ヘッドバットとも呼ばれる。他の主な使用者は藤原喜明、グラン浜田、鈴木みのる、富豪富豪夢路（生一丁の名称で使用）。
釣鐘ヘッドバット
天山広吉のオリジナル技。仰向けに倒れている相手の両足を大きく広げ、倒れこむように相手の股間に自身の頭を叩きつける。急所への攻撃であるため、厳密にいえば反則行為にあたる。
側転ヘッドバット
本田多聞のオリジナル技。仰向けになった相手に側転を繰り出して、その勢いを利用して相手の肩口に自身の頭を叩きつける。しかし、試合で本田は自身の頭を叩きつける瞬間に直立の状態で完全に停止してしまい、側転の意味がまったく無く、三沢光晴を爆笑させた。

### 健康被害
プロレスにおいて、ヘッドバットは効果的な技である半面、過度の濫用により掛け手に脳震盪や慢性外傷性脳症(パンチドランカー)といった健康被害が現れる場合もある。ヘッドバットの多用により脳障害を呈した代表例としては大木金太郎や菊地毅が挙げられる。
ヘッドバットの中でも、ダイビング・ヘッドバットは特に外傷性脳損傷との関連性が指摘される技であり、ダイナマイト・キッドやクリス・ベノワ、ブライアン・ダニエルソンらの症例から、高いリスクが存在する技であると認知されている。元祖であるハーリー・レイスは、受け手の胸部や腹部など人体の比較的柔らかい部位に対してダイビング・ヘッドバットを敢行しており、脳障害こそ避けられたものの、背を反らせた空中姿勢から頭部を打ち付けることから、長年の使用で脊髄や頚椎に重い後遺症を負ったという。

## プロレス以外の格闘技における頭突き
プロレス以外で頭突きを認めている格闘技は大道塾空道、相撲、ラウェイ、コンバットサンボ。頭突きを禁止しているのは総合格闘技、ボクシング、キックボクシング、ムエタイ。頭を当てる行為はバッティングと呼ばれて肘打ちが認められていないルールでの肘打ちも含む。偶然にお互いの頭部が激突して相手または両者の額が割れたりなどして出血して試合続行不可能になるケースもある。
ボクシング等では故意に頭突きを犯す選手も存在する。もちろん反則であるがお互いが打ち合う接近戦にまぎれて使用したり同時にレフェリー側の手でのパンチも繰り出したりするとごまかされてしまうこともある。最悪、頭突きで相手が倒れて気づかれずにKO勝ちになってしまうケースも稀に存在する。偶然発生したバッティングで試合続行が不可能なほどの傷を負ってしまった場合は、そのラウンドまでのジャッジによる採点で勝敗を決める。また、世界ボクシング評議会では偶然のバッティングで、どちらかが出血した場合は出血していないほうから1点減点するという独自ルールを設けている。
従来の頭突きとは異なるが相手のパンチを自身の額で受ける変則的な防御方法もある。これは、まともに決まるとパンチを打った相手の拳が破壊されてしまう。ボクシング等では偶然にこの形になり、拳を負傷するケースがある。グローブが薄い総合格闘技や素手での喧嘩では高い効果が期待できるが相手のパンチの軌道を正確に見切る動体視力と極めて高度な先読みが必要不可欠となる。さらに接近戦の最中に頭部を前方に突き出すという行為自体に多大なリスクがあるため、一般的に勧められる技術とは言い難い。
大道塾空道では接近戦で相手の道着を掴んで引き寄せながら攻撃を加える場面が多い。顎に正確に頭突きを当てることができれば一撃でKOすることも可能である。また、道着をつかんだ状態で相手のサイドに回り、ボディに頭突きを入れるという使用方法もある。空道では頭突きから投げ技の連携が使いやすく一般的に投げ技が得意な選手が使用する事が多い。
総合格闘技においては、ほとんど禁止されているが初期のUFC（「UFC15」まで）などでは認められていた。主にレスリング出身者が得意としてケン・シャムロックはマウントポジションから頭突きを繰り出し続ける作戦で「UFC1」で敗れたホイス・グレイシーを相手に引き分けに持ち込んだ。また、伝統的なバーリトゥードでは認められていることが多い。
ルール無用の喧嘩等では頭突きは接近戦の武器として重要。最も硬い前頭部の頭髪の生え際付近を相手の顔面（特に鼻）に当てる。パンチに比べると硬く重い頭部の効果は高いが自らも頭部に傷を負うリスクも生じる。
前田日明は雑誌の対談の中で「もし僕が女性向けの護身術を考えるなら、まず頭突きを教える」と語っている。前田の弁によれば、頭突きは女性の力であっても強烈な打撃力を発揮する技であり、「謝る振りをするか、抱きつくと見せかけて鼻の下（人中と呼ばれる人体の急所の1つ）を頭突きで一撃すれば、どんな大男でも隙が出来る。その間に逃げてしまえばいい」のだという。

### 大相撲の決まり手として
大相撲の決まり手としての「頭突き」は、日本相撲協会制定決まり手八十二手にはないが、公式決まり手制定以前には次の取組が「頭突き」として報道・記録された例が存在する。
- 昭和14年5月場所中日　○羽黒山－鹿嶌洋×

## 動物の生態としての頭突き

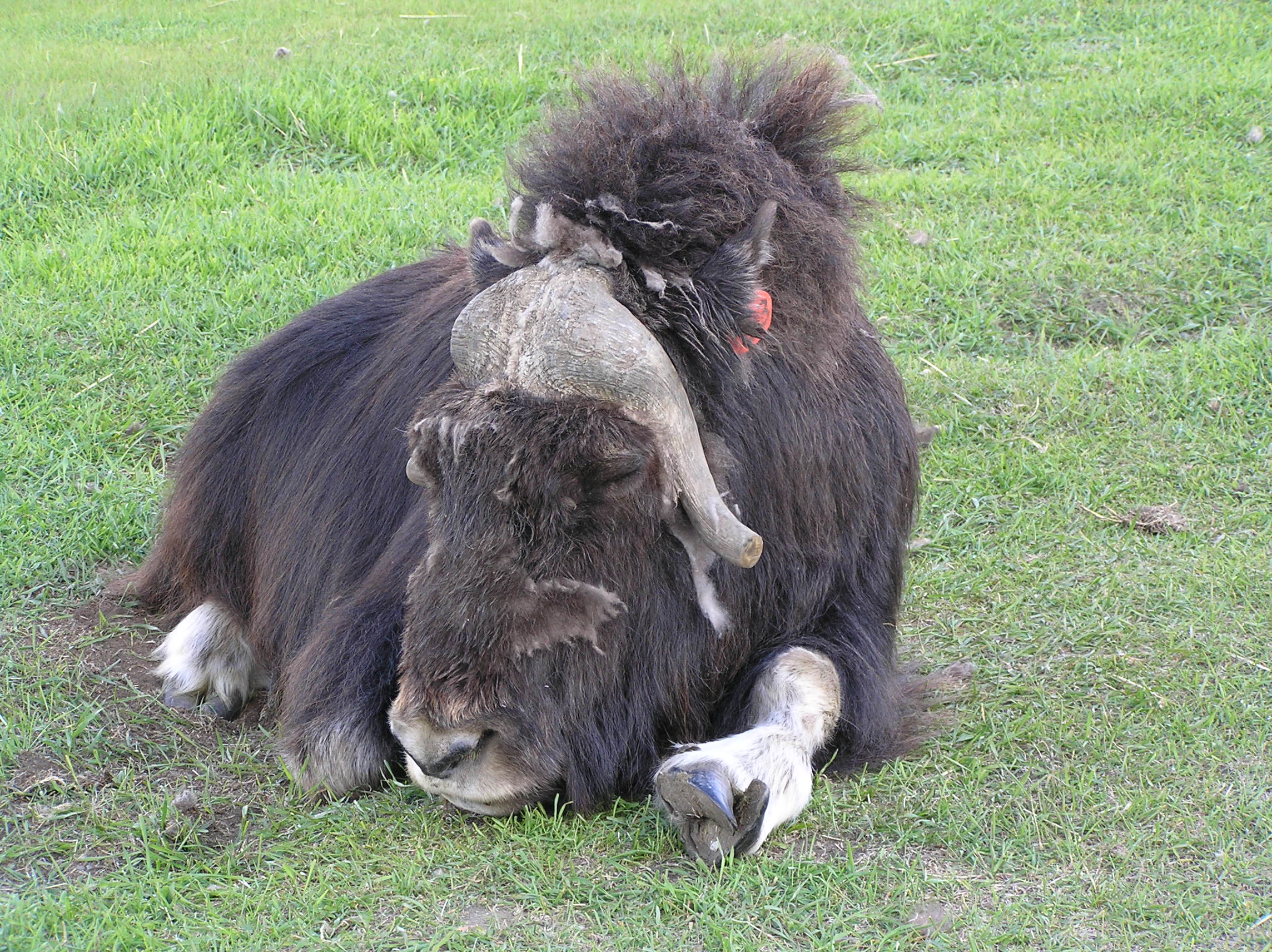
頭突きに適応した角をもつジャコウウシ。

ヤギの仲間（ウシ科ヤギ亜科の動物）にはオス同士の順位を決定するために角を突き合わせて争う種類が多いが、その際に頭突きのような状況がしばしば発生する。
なかでも「頭突きをする動物」として名高いのはジャコウウシであり、突進して頭頂部同士をぶつけあう頭突き行為自体が争いの手段となっている。
その角は頭骨を覆うようにして生える板状の形態に進化して頭頂部の衝突箇所を保護するヘルメットの役割を果たすようになっている。
白亜紀に生息した恐竜の属パキケファロサウルスは最大で25cm程度にもおよぶ厚さの分厚い頭骨をもっていたことが知られており、このことから仲間どうしで頭突きを行っていたのではないかともいわれている。
ほかに多かれ少なかれ、頭突きに似た行為は多くの種に見られる。
- ウサギ - 飛び跳ねながら頭突きをする。
- キリン - ネッキングと呼ばれる長い首を活かした弧を描く頭突きをする。
- シャチ - 海中であるため、陸上獣類の頭突きとは異なる。